# 별별 이야기
"별별 이야기"(If You Were Me: Anima Vision)는 중국과 한국에서 제작된 이애림 감독의 2005년 애니메이션, 가족 영화이다.

## 기타
- 프로듀서: 오성윤